# Komitologie
Unter Komitologie (englisch comitology, französisch la comitologie) versteht man heute vorwiegend das System der Verwaltungs- und Expertenausschüsse innerhalb der Europäischen Union. Die Komitologie-Ausschüsse sind für den Erlass der Durchführungsbestimmungen von EU-Rechtsakten, vornehmlich EU-Richtlinien, verantwortlich. Diese werden durch den sogenannten Komitologie-Beschluss (1999/468/EG) geregelt.
Durch den Vertrag von Lissabon wurde die Komitologie grundlegend reformiert und dem Europäischen Parlament mehr Einfluss eingeräumt.
Schon früher wurde der Ausdruck „Komitologie“ für eine allgemeine Lehre von Komitees, Gremien und dergleichen verwendet, beispielsweise von Cyril Northcote Parkinson 1958 (the science of comitology In: Parkinson’s Law).

## Grundzüge des Systems der delegierten Rechtsakte
Delegierte Rechtsakte haben das Ziel, Gesetzgebungsakte durch die Übertragung von Gesetzgebungsbefugnissen von Europäischem Parlament und Rat der Europäischen Union an die Europäische Kommission schneller umzusetzen. Diese Form der Übertragung ist in Art. 290 Vertrag über die Arbeitsweise der Europäischen Union (AEUV) verankert und löst sich von dem vor Lissabon angewandten System der Komitologie. Delegierte Rechtsakte sind nahezu identisch mit dem früheren Regelungsverfahren mit Kontrolle, enthalten jedoch einige wesentliche Neuerungen.
Delegierte Rechtsakte sind grundsätzlich vergleichbar mit der im deutschen Recht geltenden Regelung des Art. 80 Abs. 1 GG, welcher ebenso die Übertragung von Gesetzgebungsbefugnissen auf ein Exekutivorgan regelt (auf die Bundesregierung, einen Bundesminister oder auf eine Landesregierung).
Voraussetzung für die Delegation von Gesetzgebungsbefugnissen ist zunächst ein Gesetzgebungsakt i. S. v. Art. 289 Abs. 3 AEUV. Dieser regelt, dass nur nicht-wesentliche Vorschriften des betreffenden Gesetzgebungsakts auf die Kommission übertragen werden können. Unter „wesentlichen Vorschriften“ versteht man dabei solche, die „ausschlaggebend und von tragender Bedeutung für die Ziele, die ein Gesetzgebungsakt hauptsächlich intendiert […] [sind], nicht hingegen bei bloßen Detailregelungen technischer Art“.
Gemäß Art. 290 Abs. 2 lit. a AEUV besitzen das Europäische Parlament und der Rat jeweils ein Widerrufsrecht für die an die Kommission  übertragenen Befugnisse. Art. 290 Abs. 2 lit. b AEUV räumt dem Parlament und dem Rat die Möglichkeit ein, „innerhalb der im Gesetzgebungsakt festgelegten Frist“ Einwände gegen die übertragenen Befugnisse anzubringen.
Zusammenfassend bringt das neue Verfahren der delegierten Rechtsakte demnach folgende Neuerungen hervor: es existiert kein horizontal bindender Rahmen mehr. Die Gesetzgeber (Europäisches Parlament und Rat) haben die Möglichkeit, Zielsetzungen, Geltungsbereich, Dauer und Übertragungsmodalitäten von Fall zu Fall festzulegen. Zudem entfällt bei diesem Verfahren nunmehr die Pflicht der Kommission zur Einholung einer Stellungnahme von einem Komitologieausschuss. Es ist allerdings davon auszugehen, dass die Kommission auch künftig die Meinung von Sachverständigengruppen der Mitgliedstaaten einholen wird, da deren Expertenwissen für ihren Entwurf nur förderlich sein kann. Die Befugnisse der Gesetzgeber hinsichtlich einzelner Maßnahmen sind erheblich erweitert worden, da diese jetzt aus beliebigen Gründen ein Vetorecht anbringen können. Überdies haben Parlament und Rat nach dem neuen Verfahren nun das Recht, die Delegation der Befugnisse an die Kommission selbständig und gänzlich zu widerrufen.

## Entstehung und Grundzüge vor dem Lissabon-Vertrag
Die meisten Rechtsakte, die vom EU-Gesetzgeber – dem Rat der Europäischen Union und dem Europäischen Parlament – verabschiedet werden, beinhalten lediglich mehr oder weniger genaue Zielvorgaben, die mittels Durchführungsmaßnahmen umgesetzt werden müssen. Theoretisch sind die Mitgliedstaaten der Europäischen Union allein für die Durchführung von europäischen Rechtsakten verantwortlich. In der Praxis findet diese Umsetzung jedoch in Zusammenarbeit mit der Europäischen Kommission statt, da diese über größere Kenntnis in der häufig komplexen Materie verfügt. Für diese Zusammenarbeit dient das Instrument der Komitologie-Ausschüsse. Die Kommission macht darin für die Umsetzung der Basisrechtsakte Vorschläge, die von den Mitgliedstaaten bewilligt oder abgelehnt werden können; bei gewissen Verfahren verfügt auch das Europäische Parlament über eine Kontroll- und Aufsichtsfunktion. Heute existieren rund 250 Komitologieausschüsse für verschiedene Themenfelder; im Jahr 2005 verabschiedeten sie insgesamt über 2500 Stellungnahmen.
In den Komitologie-Ausschüssen sitzen Delegierte der Mitgliedstaaten, in der Regel Vertreter der nationalstaatlichen Ministerien und ausgewiesene Experten (aus Deutschland je nach Themenbereich auch Vertreter der Bundesländer). Den Vorsitz in den Ausschüssen nehmen Beamte der Europäischen Kommission ein, die jedoch kein Stimmrecht darin besitzen. Die Ausschüsse treten regelmäßig zusammen und berücksichtigen nationale legislative Eigenheiten, aktuelle Entwicklungen beziehungsweise den (vorübergehenden) Änderungsbedarf bei der nationalstaatlichen Durchführung bestehender europäischer Gesetze.
Der Begriff Komitologie selbst trat zum ersten Mal in Cyril Northcote Parkinsons Buch Parkinsons Gesetz und andere Untersuchungen über die Verwaltung von 1957 auf und bezeichnete damals einen allgemeinen Terminus für die Ausschusslehre.
Die Ursprünge der Komitologie gehen bis in die frühen 1960er Jahre zurück. Ursprünglich erarbeitete der Rat der Europäischen Union die notwendigen Durchführungsregeln von EU-Gesetzen. Weil er jedoch nicht über die erforderlichen Kapazitäten verfügte, um auf die technischen Einzelheiten der Umsetzung aller gefassten Beschlüsse einzugehen, wurde bereits 1962 beschlossen, diese Durchführungsmaßnahmen zu delegieren und im Wesentlichen durch die Kommission entwerfen und in Komitologie-Ausschüssen von spezialisierten Beamten der nationalen Ministerien verabschieden zu lassen. Dieses Verfahren fand zum ersten Mal im Rahmen der Gemeinsamen Agrarpolitik statt.
In der Folge wurden verschiedene Konsultationsverfahren geschaffen, die der Kommission jeweils unterschiedliche Durchführungskompetenzen und den Regierungen der Mitgliedstaaten unterschiedlich starke Kontrollmacht einräumen. Diese drei Verfahren (Beratungsverfahren, Verwaltungsverfahren und Regelungsverfahren) sind in den Komitologiebeschlüssen von 1987 und 1999 festgeschrieben. Durch den Beschluss von 1999 wurden darüber hinaus dem Europäischen Parlament gewisse Mitspracherechte bezüglich der Durchführungsbefugnisse eingeräumt, die sich aus Rechtsakten ergeben, die nach dem Mitentscheidungsverfahren erlassen werden. Bei diesem Verfahren, das mit dem Vertrag von Maastricht 1993 eingeführt wurde, verfügt das Europäische Parlament über gleichwertige gesetzgebende Kompetenzen wie der Rat der EU. Die einzelnen Durchführungsmaßnahmen für so entstandene Rechtsakte werden daher nun von diesen beiden Institutionen an die jeweiligen Komitologie-Ausschüsse übertragen.
Oft wurden die Komitologie-Ausschüsse als Inbegriff des europäischen Demokratiedefizits angesehen. Unter anderem wurde beanstandet, dass die Komitologie zu wenig transparent und nicht demokratisch legitimiert sei, etwa weil sich die Ausschüsse aus Beamten und nicht aus gewählten Volksvertretern zusammensetzten. 2006 kam es daher zu einer Reform der Komitologie (Beschluss 2006/512/EG), durch die die Stellung des Europäischen Parlaments als direkt gewähltes Organ gestärkt werden soll: Neben den drei bisherigen Verfahren der Komitologie wurde das „Regelungsverfahren mit Kontrolle“ neu eingeführt. Darin bekommt das Europäische Parlament Kontrollbefugnisse über die Ausschüsse.
In der Politikwissenschaft gelten die Ausschüsse der Komitologie als Kontrollmittel der Mitgliedstaaten gegenüber der Kommission: Gemäß der Prinzipal-Agent-Theorie kann die Kommission den Wissensvorsprung, den sie in den komplexen Materien der EU-Rechtsetzung gegenüber den Staaten besitzt, zu einem Ausbau ihrer Macht nutzen. Durch die Komitologieausschüsse behalten die Mitgliedstaaten dagegen die Kontrolle über die Umsetzung der beschlossenen EU-Rechtsakte und können damit den Einfluss der Kommission verringern.

### Die Komitologie-Verfahren vor dem Lissabon-Vertrag
Die verschiedenen Komitologie-Verfahren beginnen grundsätzlich mit einem Entwurf der Europäischen Kommission, mit welchen Maßnahmen der beschlossene EU-Rechtsakt umzusetzen ist. Zu diesem kann der Komitologie-Ausschuss eine Stellungnahme abgeben. Je nach Verfahren können dann der Rat bzw. das Europäische Parlament gegen die Vorschläge ein Veto einlegen. Dies ist jedoch grundsätzlich nur möglich, wenn der Vorschlag der Kommission über ihre Durchführungsbefugnisse hinausgeht, wenn er nicht mit dem Ziel und dem Inhalt des beschlossenen Rechtsakts übereinstimmt oder wenn er den Grundsätzen der Subsidiarität und der Verhältnismäßigkeit widerspricht.
Dabei sind ablehnende Stellungnahmen der Komitologie-Ausschüsse sehr selten; üblicherweise werden Differenzen zwischen Kommission und Ausschüssen bereits im Vorfeld geklärt. Häufiger sind die Fälle, in denen im Ausschuss selbst das Quorum für einen Beschluss verfehlt wird, so dass es zu überhaupt keiner Stellungnahme kommt. In den allermeisten Fällen werden die von der Kommission vorgeschlagenen Maßnahmen zuletzt auch tatsächlich umgesetzt.
Rechtliche Grundlage der Komitologie-Ausschüsse sind der „Komitologie-Beschluss“ des Rats von 1999 sowie der jeweilige Basisrechtsakt, für dessen Durchführungsbestimmungen der Ausschuss eingesetzt wird. Diese Rechtsakte werden vom Rat der EU und dem Europäischen Parlament nach den jeweils gültigen EU-Rechtsetzungsverfahren verabschiedet. Die Ausschüsse werden dann nach dem Komitologie-Verfahren tätig, das im Basisrechtsakt genannt ist. Im Komitologie-Beschluss von 1999 werden die verschiedenen Verfahren näher beschrieben.

#### Beratungsverfahren
Das Beratungsverfahren (früher: Verfahren I) wird in den Fällen angewendet, in denen es „als zweckmäßigstes Verfahren“ angesehen wird. Es lässt der Kommission die weiteste Freiheit, da der Ausschuss hier eine rein empfehlende Wirkung hat. Das Verfahren läuft folgendermaßen ab:
1. Der Vertreter der Kommission unterbreitet dem Ausschuss einen Entwurf der zu treffenden Maßnahmen.
2. Innerhalb einer bestimmten Frist beschließt der Ausschuss durch einfache Mehrheit eine Stellungnahme („Avis“), die im Protokoll des Ausschusses festgehalten wird.
3. Die Kommission berücksichtigt so weit wie möglich die Stellungnahme des Ausschusses und erlässt die von ihr für notwendig erachteten Maßnahmen.

#### Verwaltungsverfahren
Das Verwaltungsverfahren (früher: Verfahren II) wird bei Verwaltungsmaßnahmen oder bei Programmen mit erheblicher Wirkung auf den Haushalt angewandt. Der Rat hat hier eine größere Kontrollkompetenz als beim Beratungsverfahren. Insbesondere kann er, wenn der Ausschuss den Vorschlag der Kommission ablehnt, selbständig anders lautende Beschlüsse fassen; diese Möglichkeit hat er in den anderen Verfahren nicht.
1. Der Vertreter der Kommission unterbreitet dem Ausschuss einen Entwurf der zu treffenden Maßnahmen.
2. Der Ausschuss gibt innerhalb einer Frist eine Stellungnahme ab, die mit qualifizierter Mehrheit (also von mindestens 55 % der Staaten, die mindestens 65 % der Bevölkerung der EU vertreten) beschlossen wird.

- Hat der Ausschuss keine Stellungnahme abgegeben oder die Maßnahmen in seiner Stellungnahme gebilligt, sind sie unmittelbar gültig.
- Hat der Ausschuss die Maßnahmen in seiner Stellungnahme abgelehnt, werden sie dem Rat mitgeteilt. Die Durchführung der beschlossenen Maßnahmen kann dann bis zu drei Monate aufgeschoben werden. Innerhalb desselben Zeitraums kann der Rat einen Beschluss fassen:
  - Stimmt der Rat den Maßnahmen der Kommission zu oder äußert er sich nicht, treten die von der Kommission vorgeschlagenen Maßnahmen in Kraft.
  - Fasst der Rat (mit qualifizierter Mehrheit) einen von den Vorschlägen der Kommission abweichenden Beschluss, so treten die vom Rat beschlossenen Maßnahmen in Kraft.

#### Regelungsverfahren
Das Regelungsverfahren (früher: Verfahren III) findet Anwendung bei Maßnahmen von allgemeiner Tragweite oder wenn durch die Durchführungsmaßnahmen Bestimmungen des ursprünglichen Rechtsakts verändert werden können (sogenannte „quasi-legislative Maßnahmen“). Anders als beim Verwaltungsverfahren muss der Ausschuss hier ausdrücklich den Vorschlägen der Kommission zustimmen; dies ist in der Praxis allerdings der Regelfall. Stimmt der Ausschuss nicht zu, wird der Rat mit der Frage befasst. Anders als beim Verwaltungsverfahren kann er die Kommissionsvorschläge allerdings nur annehmen oder ablehnen, er kann keine anders lautenden Beschlüsse fassen.
1. Der Vertreter der Kommission unterbreitet dem Ausschuss einen Entwurf der zu treffenden Maßnahmen.
2. Der Ausschuss gibt innerhalb einer Frist eine Stellungnahme ab, die mit qualifizierter Mehrheit beschlossen wird.

- Hat der Ausschuss die Maßnahmen in seiner Stellungnahme gebilligt, sind sie unmittelbar gültig.
- Hat der Ausschuss keine Stellungnahme abgegeben oder die Maßnahmen in seiner Stellungnahme abgelehnt, so unterbreitet die Kommission dem Rat einen Vorschlag über die zu treffenden Maßnahmen und unterrichtet das Europäische Parlament. Ist das Europäische Parlament der Auffassung, dass ein Vorschlag der Kommission über deren Durchführungsbefugnisse hinausgeht, unterrichtet es den Rat von dieser Auffassung; es hat jedoch keine weiteren Entscheidungsmöglichkeiten.
  - Nimmt der Rat innerhalb einer Frist von drei Monaten den Vorschlag der Kommission an oder beschließt er nichts, so tritt der Vorschlag der Kommission in Kraft.
  - Spricht sich der Rat innerhalb einer Frist von drei Monaten gegen den Vorschlag aus, so muss die Kommission den Vorschlag überprüfen. Sie kann dann entweder einen geänderten Vorschlag unterbreiten oder aber den alten noch einmal vorlegen.

#### Regelungsverfahren mit Kontrolle
Das Regelungsverfahren mit Kontrolle (frz. Procédure de réglementation avec contrôle, auch PRAC abgekürzt) wurde 2006 neu eingeführt und soll den Einfluss des Europäischen Parlaments gegenüber den Komitologie-Ausschüssen stärken. Es entspricht dem Regelungsverfahren, jedoch verfügt das Parlament über Vetorechte zu den Kommissionsvorschlägen. Das Regelungsverfahren mit Kontrolle ersetzt das gewöhnliche Regelungsverfahren bei allen Basisrechtsakten, die nach dem Mitentscheidungsverfahren zustande gekommen sind. Es dauert etwas länger als das übliche Regelungsverfahren, um eine genauere parlamentarische Überprüfung zu ermöglichen.
1. Der Vertreter der Kommission unterbreitet dem Ausschuss einen Entwurf der zu treffenden Maßnahmen.
2. Der Ausschuss gibt innerhalb einer Frist eine Stellungnahme ab, die mit qualifizierter Mehrheit beschlossen wird.
3. Unabhängig von der Stellungnahme des Ausschusses übermittelt die Kommission ihren Vorschlag an den Rat und das Europäische Parlament.

- Hat der Ausschuss die Maßnahmen in seiner Stellungnahme gebilligt, so werden diese dem Rat und dem Europäischen Parlament umgehend zur Kontrolle mitgeteilt. Hierfür gilt eine Frist von drei Monaten, die um einen Monat verlängert werden kann.
  - Gibt es keine Bedenken, so tritt der Vorschlag der Kommission in Kraft.
  - Lehnt das Europäische Parlament (mit Mehrheit seiner Mitglieder) oder der Rat (mit qualifizierter Mehrheit) den Vorschlag ab, unterbreitet die Kommission dem Ausschuss einen geänderten Vorschlag.

- Hat der Ausschuss keine Stellungnahme abgegeben oder die Maßnahmen in seiner Stellungnahme abgelehnt, so unterbreitet die Kommission nun dem Rat einen Vorschlag über die zu treffenden Maßnahmen. Außerdem unterrichtet sie das Europäische Parlament darüber.
  - Lehnt auch der Rat diesen Vorschlag mit qualifizierter Mehrheit innerhalb einer Frist von zwei Monaten (mit der Möglichkeit einer einmonatigen Verlängerung) ab, so unterbreitet die Kommission dem Ausschuss einen geänderten Vorschlag.
  - Wird der Vorschlag vom Rat mit qualifizierter Mehrheit angenommen oder trifft der Rat keine Entscheidung, so entscheidet das Europäische Parlament innerhalb einer Frist von vier Monaten (mit der Möglichkeit einer einmonatigen Verlängerung):
    - Gibt es keine Bedenken, so tritt der Vorschlag der Kommission in Kraft.
    - Lehnt das Europäische Parlament (mit Mehrheit seiner Mitglieder) den Vorschlag ab, so unterbreitet die Kommission dem Ausschuss einen geänderten Vorschlag.

In Fällen besonderer Dringlichkeit kann eine Durchführungsmaßnahme nach dem Regelungsverfahren mit Kontrolle auch sofort erlassen werden, wenn der Ausschuss zugestimmt hat. In diesem Fall haben Rat und Europäisches Parlament einen Monat Zeit, um sich zu dem Vorschlag zu äußern. Wenn einer von ihnen den Vorschlag ablehnt, setzt die Kommission die Durchführungsmaßnahmen außer Kraft; sie kann sie jedoch aus Gründen des Gesundheitsschutzes, der Sicherheit oder des Umweltschutzes notdürftig bis zum Inkrafttreten neuer Maßnahmen aufrechterhalten. Die Kommission muss dann aber unverzüglich dem Ausschuss einen geänderten Maßnahmenvorschlag unterbreiten.

#### Verfahren zur Ergreifung von Schutzmaßnahmen
Das Verfahren zur Ergreifung von Schutzmaßnahmen ist kein Komitologie-Verfahren im eigentlichen Sinn, da dabei kein Komitologie-Ausschuss zum Einsatz kommt. Es wird angewandt, wenn die Kommission in einem Rechtsakt zu Schutzmaßnahmen ermächtigt wird, wie dies hinsichtlich des BSE-Rinderskandals in Großbritannien geschah.
In einem solchen Fall kann die Kommission zunächst eigenständig Durchführungsmaßnahmen beschließen. Sie muss jedoch den Rat darüber informieren. Dieser kann dann (jeweils mit qualifizierter Mehrheit) die Maßnahmen der Kommission bestätigen, ändern oder aufheben. Es kann auch geregelt sein, dass die Maßnahmen der Kommission von selbst wieder aufgehoben werden, wenn sie nicht innerhalb einer bestimmten Frist vom Rat bestätigt werden. Die genaue Gestaltung des Verfahrens zur Ergreifung von Schutzmaßnahmen muss in dem jeweiligen Basisrechtsakt erläutert werden, auf den es sich bezieht.

## Komitologie nach Lissabon
Mit dem Inkrafttreten des Lissabon-Vertrags wird der alte Komitologiebeschluss 1999/468/EG hinfällig. Es gibt nur noch zwei Verfahren, die in der  Verordnung (EU) Nr. 182/2011 geregelt sind: das Beratungsverfahren nach Art. 4 der Verordnung und das Prüfverfahren (examination procedure) nach Art. 5 der VO. Diese Verfahren regeln den Erlass von Durchführungsrechtsakten, die auf der Grundlage von Basisrechtsakten zu erlassen sind. Art. 291 AEUV ist die primärrechtliche Grundlage, welche die Möglichkeit eröffnet, Durchführungsrechtsakte aufgrund von Basisrechtsakten zu erlassen.